# ナイト・サバイバー
『ナイト・サバイバー』（原題：Survive the Night）は、2020年のアメリカ合衆国のアクションスリラー映画。監督はマット・エスカンダリ、出演はチャド・マイケル・マーレイ、ブルース・ウィリスなど。
日本では劇場公開されずビデオスルーされた。

## ストーリー
医療ミスが原因で故郷へと逃れてきた医師のリッチ。彼は妻と娘と共に元保安官の父フランクのもとへ身を寄せ、地元の小さなクリニックで働いていた。ある夜、2人の男がリッチと彼の家族に襲い掛かる。2人は逃走中の犯罪者の兄弟で、兄の方は足に怪我を負っており、その処置をリッチに強いるのだった。母を殺され、妻と娘を人質に取られたリッチは渋々兄弟に従うが、隙を見て逃亡。リッチは妻と娘を救うため、フランクと共に命がけの反撃に打って出る。

## キャスト
※括弧内は日本語吹替
- リッチ: チャド・マイケル・マーレイ（長野伸二）
- フランク: ブルース・ウィリス（内田直哉）
- ジェイミー: シェイ・バックナー（英語版）（赤坂柾之）
- マティアス: タイラー・ジョン・オルソン
- ジャン: リディア・ハル（篠田有香）